# Hans Flierl
Hans Flierl (* 19. Oktober 1885 in Forchheim; † 21. August 1974 in Erlangen) war ein deutscher Verwaltungsjurist und Kommunalbeamter. 1929–1934 war er Oberbürgermeister von Erlangen.

## Leben
Nach dem Abitur am Gymnasium in Schweinfurt studierte Hans Flierl an der Friedrich-Alexander-Universität Rechtswissenschaft und Staatswissenschaften. 1904 wurde er im Corps Bavaria Erlangen recipiert. Als Inaktiver wechselte er an die Friedrich-Wilhelms-Universität zu Berlin und die Ludwig-Maximilians-Universität München. 1907 wurde er zum Dr. iur. promoviert. Nachdem er 1910 die bayerischen Prüfung für den höheren Justiz- und Verwaltungsdienst bestanden hatte, war er zunächst einige Jahre als Rechtsanwalt tätig. 1915 wurde er zum Staatsanwalt in Landshut ernannt. 1918 wurde er zum Rechtsrat in Erlangen berufen. Ein Jahr später, 1919, wurde er zum 2. Bürgermeister und im Juli 1929 zum 1. Bürgermeister der Stadt Erlangen gewählt. Das Amt hatte er bis 1934 inne, ab 1932 mit der Amtsbezeichnung Oberbürgermeister. Schwerpunkte seiner politischen Arbeit waren die öffentliche Fürsorge und die Reorganisation der städtischen Verwaltung nach dem Ersten Weltkrieg.

## Ehrungen
- Ernennung zum Ehrenbürger der Universität Erlangen (1932)
- Ernennung  zum Ehrenbürger der Stadt Erlangen (1962)